# Big Talk
Big Talk es una banda de rock estadounidense formada en 2001 en Las Vegas (Nevada) por el baterista de The Killers, Ronnie Vannucci Jr, y su antiguo compañero Taylor Milne. En 2015, John Spiker, John Konesky y Brooks Wackerman se unieron a la banda. La banda ha lanzó dos álbumes, Big Talk (2011) y Straight In No Kissin ' (2015).

## Historia

### Formación de la banda
En el 2011 después de casi una década la banda The Killers se tomó un descanso. Durante el descanso Ronnie Vannucci Jr solicitó la ayuda de un viejo amigo, Taylor Milne y fundó la banda para grabar un álbum. Para la grabación del primer álbum colaboraron Matt Sharp y Ted Sablay aportando aportar partes de bajos al álbum.
Para la gira del primer álbum consistió en Ronnie Vannucci en voz y guitarra y Taylor Milne en la guitarra, se les unieron Alex Stopa en la batería, Tyson Henrie en el bajo y John Spiker en teclados, guitarra y voces de fondo. En mayo de 2015, los shows en vivo en apoyo del nuevo álbum consistieron en miembros de la banda Ronnie Vannucci en voz y guitarra, Taylor Milne en guitarra y coros, John Spiker en el bajo, teclados y coros, John Konesky en guitarra y teclados y Brooks Wackerman en la batería.

### Big Talk (2011)
El primera álbum fue grabado entre noviembre de 2010 y enero de 2011 en Battle Born Studios; fue producido por el ganador de un Grammy Joe Chiccarelli (The Strokes, My Morning Jacket y The Shins) y mezclado en London's Assault & Battery por Alan Moulder (U2, The Killers, Foo Fighters, Smashing Pumpkins).
Los miembros de la banda para este primer álbum fueron Ronnie Vannucci Jr y Taylor Milne y tuvieron la colaboración del exbajista de Weezer Matt Sharp y Ted Sablay (quien estuvo de gira con The Killers).
El álbum fue lanzado a la venta el 12 de julio de 2011 en el sello propio de Ronnie Vannucci Jr, 'Little Oil', en asociación con Epitaph Records. El primer sencillo, "Getaways", se lanzó el 10 de mayo de 2011.
Big Talk hizo su debut en televisión en vivo en el show Jimmy Kimmel Live! el 25 de julio de 2011.

### Straight In No Kissin' (2015)
El segundo álbum se grabó y produjo en un sótano construido por el propio Ronnie y su colaborador John Spiker (de Tenacious D). Fue lanzado a la venta el 24 de julio de 2015 y el primer sencillo, What Happened to Delisa? se lanzó en junio de 2015.
La alineación de la banda ahora incluye oficialmente a John Konesky (guitarra), John Spiker (bajo) y Brooks Wackerman (de Bad Religion, batería).

## Miembros
Estudio
- Ronnie Vannucci Jr. - vocalista, guitarra rítmica, bajo eléctrico, teclado, batería, percusión
- Taylor Milne - guitarra líder, corista
- John Spiker - bajo eléctrico
- John Konesky - guitarra
- Brooks Wackerman - batería, percusión

Directo
- Ronnie Vannucci Jr. - vocalista, guitarra rítmica
- Taylor Milne - guitarra líder, corista
- John Spiker - bajo eléctrico,teclado, guitarra , corista

Desde 2015
- John Konesky - teclado, guitarra
- Brooks Wackerman - batería, percusión

Antiguos miembros en directo (2011)
- Tyson Henrie -bajo eléctrico,corista
- Alex Stopa - batería, percusión, corista

## Discografía

### Álbumes de estudio
- 2011: Big Talk
- 2015: Straight In No Kissin'

### Sencillos
- 2011: Getaways
- 2011: Replica
- 2011: Big Eye
- 2015: What Happened To Delisa?
- 2015: I've Been Sentimental Lately